# Han Ryner

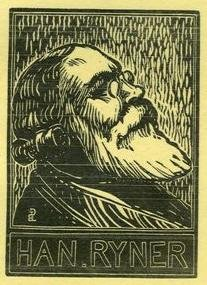
Han Ryner

Jacques Élie Henri Ambroise Ner, pseudoniem Han Ryner, geboren te Nemours (departement Oran, Algerije) 7 december 1861 en gestorven te Parijs op 6 januari 1938, is een Franse filosoof en journalist, individualistische anarchist, pacifist en antiklerikaal.

## Biografie
Henry Ner was afkomstig uit een eenvoudig en zeer religieus gezin (zijn vader was ambtenaar bij de posterijen en zijn moeder onderwijzeres). Henri ging studeren en behaalde een graad in de filosofie. Na het overlijden van zijn moeder, brak hij met de religie, werd vrijmetselaar en verdiepte zich in maatschappelijke vraagstukken.
Na het in 1894-1895 publiceren van twee romans, werd Henri Ner een trouwe bezoeker van literaire kringen, en in het bijzonder van Alphonse Daudet, voor wie hij het Vie d'enfant van Batisto Bonnet vertaalde. Na wat bemoeienissen met de journalistiek, werd hij leraar aan een middelbare school, hoewel hij erg veel moeite had met zich te schikken in de discipline en gewoonten die deze baan met zich meebrachten. In 1912 werd hij, als schrijver van ongeveer vijftig boeken in zeer uiteenlopende genres, door de lezers van L’Intransigeant gekozen tot “koning der vertellers.”
In 1896 nam hij het pseudoniem Han Ryner aan, werd redacteur en chef van het tijdschrift Demain en medewerker aan talrijke tijdschriften en kranten: L'Art social, L'Humanité nouvelle van Augustin Hamon, L'Ennemi du Peuple van Emile Janvion, L'Idée Libre van Lorulot, evenals van L'En dehors en L'Unique van Émile Armand.
Aan de vooravond van de Eerste Wereldoorlog, neemt Han Ryner een pacifistisch standpunt in en strijd tot aan zijn dood voor de erkenning van het gewetensbezwaar. Zijn pacifisme blijkt tijdens de oorlog uit zijn bijdragen aan Par-delà la mêlée van Émile Armand en Ce qu'il faut dire van Sébastien Faure en naderhand aan het Journal du Peuple van Jean-Henri Fabre.
Strijder op vele fronten, neemt Han Ryner stelling voor de invrijheidsstelling van Eugène Dieudonné in 1913, voor die van Émile Armand tijdens de oorlog, voor de muiters van la Mer Noire, voor Sacco en Vanzetti en Nestor Makhno. Als vurige antiklerikaal, verzet hij zich tegen de invloed en macht van de katholieke kerk, vooral wat betreft de opvoeding. In 1936 sluit hij zich aan bij het Wereldcomité tegen oorlog en fascisme. Hij onderhoudt een vriendschappelijke band met José de Bérys en is eveneens een van de zeldzame anarchisten die deelgenomen heeft aan de Félibrige.

## Denken
Han Ryner is hoofdzakelijk beïnvloed door de denkers uit de Oudheid, met name de stoïcijnen. In die zin, prijst hij een wijsheid aan, die leidt tot het aanvaarden van het onvermijdelijke, dat niet veranderd of overwonnen kan worden. Omdat het individu bepaalde vormen van onderdrukking die te maken hebben met de sociale aard van zijn menselijkheid, moet hij die aanvaarden met dezelfde onverschilligheid, waarmee hij lichamelijke verschijnselen aanvaardt.
Han Ryner beveelt een innerlijke bevrijding aan en geen maatschappelijke, collectieve en gewelddadige revolutie. Volgens hem moet het individu voor zichzelf handelen, door zich los te maken van uiterlijke aanpassingen en naar zijn eigen drijfveren te luisteren en alleen maar te gehoorzamen als het behoud van zijn individualiteit in het spel is.
Boven alles pacifist, herwaardeert Han Ryner het gewetensbezwaar en geweldloze actiemiddelen. Bovendien bestempelt hij zijn individualisme als “harmonieus” om het te onderscheiden van de “egoïstische” of “overheersende” vormen van individualisme, die hij verwerpt in naam van zijn ethiek en humanisme. Vaak betiteld als de “hedendaagse Socrates,” werd Han Ryner ironisch genoeg een pre-socratische denker in de ware zin des woords, dat wil zeggen een wijze met een hang naar spitsvondige retoriek en zeldzame verfijning.

## Citaten
- “Iemand die wijs is beschouwt de maatschappij als een beperking. Hij voelt zich sociaal, op dezelfde manier waarop hij zich sterfelijk voelt. [...]Hij moet zijn verstand en wil daartegen verdedigen. Hij zal de vooroordelen verwerpen, die die beperking andere mensen oplegt, en die zelf niet haten of liefhebben; hij zal steeds meer afstand doen van elke angst en elk verlangen wat dat betreft; hij zal zich richten op een volmaakte onpartijdigheid, wat wijs is ten opzichte van dingen die niet van hem afhankelijk zijn.” (Handboekje voor de Individualist, 1903)

- “Iemand die wijs is stelt vast dat voor het uitvoeren van maatschappelijke acties, de massa bewerkt moet worden, en de massa wordt niet bewerkt door de rede, maar door hartstocht. Hij gelooft niet het recht te hebben de hartstochten van de mensen op te zwepen. Maatschappelijke actievoering betekent voor hem tirannie, en hij onthoudt zich van deelname.” (Handboekje voor de Individualist, 1903)

- “Iemand die wijs is weet dat de klagende onderdrukte zelf onderdrukker wil worden. Hij steunt hem zoveel hij kan, maar gelooft niet dat gemeenschappelijke actie heilzaam is. [...] Het stelt vast dat hervormingen de namen van de dingen veranderen, niet de dingen zelf. De slaaf is lijfeigene geworden en vervolgens loonslaaf. Men heeft altijd alleen maar de naam veranderd. Iemand die wijs is blijft onpartijdig in die taalkundige kwesties. [...] De ervaring laat iemand die wijs is zien dat revoluties nooit een blijvend resultaat opleveren. Zijn verstand zegt hem dat de leugen nooit ontzenuwd kan worden door de leugen en geweld nooit wordt tenietgedaan door geweld.” (Handboekje voor de Individualist, 1903)

- “De anarchist gelooft dat de regering de vrijheid inperkt. Hij hoopt door de regering te vernietigen de vrijheid te vergroten. […] De echte beperking is niet de regering, maar de maatschappij. De regering is een maatschappelijk product als alle andere. Een boom kan niet vernietigd worden door zijn takken af te hakken.” (Handboekje voor de Individualist, 1903)

- “De maatschappij is even onontkoombaar als de dood. Op het materiële vlak is onze macht zwak tegenover die beperkingen. Maar iemand die wijs is vernietigt in zichzelf de achting en vrees voor de maatschappij op dezelfde manier waarop hij dat met de angst voor de dood doet. Hij staat even onverschillig tegenover de politieke en maatschappelijke orde waarin hij leeft, als tegenover de manier van doodgaan die hem wacht. [...]Iemand die wijs is weet dat onrecht evenmin vernietigd kan worden als het water van de zee. Maar hij beijvert zich de onderdrukte te redden uit een bepaald onrecht, zoals hij in het water zal springen om een drenkeling te redden.” (Handboekje voor de Individualist, 1903)
- “Zoals al degenen die voorgeven te bevelen, gehoorzaamt hij. Wij leggen alleen de wil op, die ons is opgelegd. De trots van de kolonel, wordt betaald door de vernedering van het onderwerpen aan de generaal. Elk gezag heeft iets aarzelends, probeert te steunen op een gezag dat het stabielst lijkt.” (De Misdaad van het Gehoorzamen, 1900)

## Werk
- Chair vaincue, roman psychologique (1889)
- Les Chants du divorce, poésies (1892)
- L'Humeur inquiète (1894)
- La Folie de misère (1895)
- Le Crime d'obéir (1900)
- Le Soupçon (1900)
- L'Homme fourmi, roman geïllustreerd door Alexis Mérodack-Jeanneau (1901)
- Les Voyages de Psychodore, philosophe cynique (1903)
- Petit Manuel individualiste (1903)
- La Fille manquée (1903)
- Petit Manuel individualiste (1903)
- Prostitués, études critiques sur les gens de lettres d'aujourd'hui (1904)
- Les Chrétiens et les philosophes (1906)
- Le Subjectivisme. Des bons et mauvais usages de la logique. La Métaphysique et les Sagesses positives. Le Déterminisme et la Liberté. Les Morales : Servilisme et Dominisme. Les Sagesses : Fraternisme et Subjectivisme. Les Étapes de la sagesse (1909)
- Vive le roi, hypothèse en 3 actes. Les Esclaves, vision en un acte (1910)
- Le Cinquième Évangile (1911)
- Le Fils du silence (1911)
- Les Paraboles cyniques (1913)
- Les Apparitions d'Ahasvérus v. 1913)
- Les Pacifiques (1914)
- Le Père Diogène (v. 1915-1935)
- Le Sphinx rouge (1918)
- Le Poison, drame en 1 acte (1919)
- La Tour des peuples (1919)
- Le Père Diogène (1920). Réédition : Premières Pierres, 2007.
- Dialogue du mariage philosophique ; suivi des Dicéphales (1922)
- Les Véritables entretiens de Socrate (1922)
- L'Individualisme dans l'antiquité (histoire et critique)  (1924)
- Le Communisme et la Liberté (1924)
- Le Crime d'obéir, roman d'histoire contemporaine (1925)
- Jusqu'à l'âme : drame moderne en 2 actes (1925)
- L'Ingénieux Hidalgo Miguel Cervantès (1926)
- La Vie éternelle, roman du mystère (1926)
- L'Aventurier d'amour (1927)
- L'Amour plural, roman d'aujourd'hui et de demain (1927)
- Jeanne d'Arc fut-elle victime de l'Église ? (1927)
- La Sagesse qui rit (1928)
- Les Surhommes, roman prophétique (1929)
- Songes perdus (1929)
- Chère Pucelle de France (1930)
- Prenez-moi tous !  (1930)
- Crépuscules. Bouddha. Platon. Épicure. Thraséas. Raymond Lulle. Rabelais. Leibniz. Hegel. Vigny. Élisée Reclus, etc. (1930)
- Le Manœuvre : pièce en 3 actes (1931)
- Dans le mortier. Zénon. Phocion, Saint Ignace ; Les Albigeois ; Michel Servet ; Pierre Ramus ; Vanini ; Brousson ; Francisco Ferrer (1932)
- La Soutane et le veston, roman (1932)
- Bouche d'or, patron des pacifistes (1934)
- La Cruauté de l'Église (1937)
- L'Église devant ses juges (1937)
- Le Massacre des amazones : études critiques sur deux cents bas-bleus contemporains : Mmes Adam, Sarah Bernhardt, Marie-Anne de Bovet, Bradamante, Jeanne Chauvin, Alphonse Daudet (s. d.)

Postume publicaties
- La Beauté : légende dramatique en quatre tableaux (1938)
- Florilège de paraboles et de songes (1942)
- Face au public. Première série, 1901-1919 (1948)
- J'ai mon Éliacin, souvenirs d'enfance (1956)
- Aux orties, souvenirs d'adolescence (1957)
- Le Sillage parfumé (1958)
- Les Grandes Fleurs du désert (1963)